# Pauline van der Wildt
Pauline van der Wildt (Países Bajos, 29 de enero de 1944) es una nadadora neerlandesa retirada especializada en pruebas de estilo libre, donde consiguió ser medallista de bronce olímpica en 1964 en los 4 x 100 metros.

## Carrera deportiva
En los Juegos Olímpicos de Tokio 1964 ganó la medalla de bronce en los relevos de 4 x 100 metros estilo libre, con un tiempo 4:39.2 segundos, tras Estados Unidos (oro) y Australia (plata); sus compañeras de equipo fueron las nadadoras: Toos Beumer, Winnie van Weerdenburg y Erica Terpstra.